# Near Field Communication

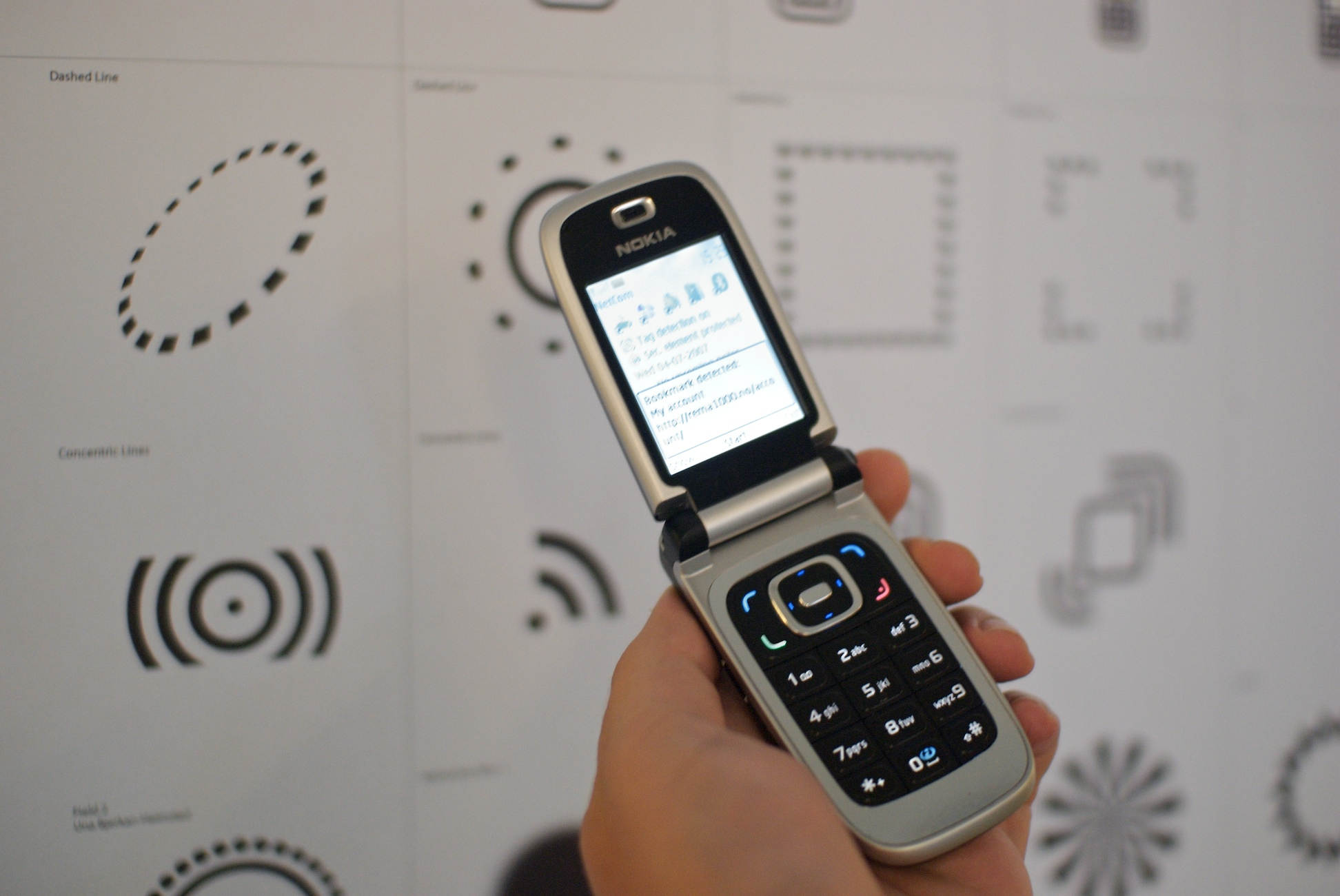
Um telefone celular com CCP interagindo com um SmartPoster.

Comunicação por campo de proximidade (CCP), ou near-field communication (NFC), é uma tecnologia que permite a troca de informações sem fio e de forma segura entre dispositivos compatíveis que estejam próximos um do outro, que funciona a 13,56 MHz. Ou seja, logo que os dispositivos estejam suficientemente próximos, a comunicação é estabelecida automaticamente, sem a necessidade de configurações adicionais. Estes dispositivos podem ser telefones celulares, tablets, crachás, cartões de bilhetes eletrônicos, pulseiras e qualquer outro dispositivo que tenha um chip NFC.

## História
Em 2002, a Philips e a Sony concordaram em estabelecer uma especificação de tecnologia e criaram um esboço técnico. A Philips Semiconductors solicitou as seis patentes fundamentais do NFC, inventadas pelos engenheiros austríacos e franceses Franz Amtmann e Philippe Maugars, que receberam o Prêmio Inventor Europeu em 2015.  Em 2004, Nokia, Philips e Sony estabeleceram o NFC Forum.
Em 2010, a Nokia lançou o telefone celular Nokia C7. Foi o primeiro smartphone lançado com capacidade NFC embutida.  O recurso NFC foi habilitado por atualização de software no início de 2011.

## Exemplos de transmissão
Passivo: apenas um dos dispositivos gera o sinal de conexão, o segundo apenas recebe. Assim é possível colocar etiquetas CCP em itens que não recebem alimentação elétrica direta, como cartões, embalagens e cartazes.
Ativo: ambos dispositivos geram o sinal, por exemplo, um smartphone e um receptor no caixa de uma loja.
Leitura e gravação: leitura ou alteração de dados em um dispositivo CCP, como um receptor que desconta créditos registrados em um cartão de viagens.
Peer-to-peer: cada dispositivo pode tanto receber quanto enviar dados para o outro, por exemplo, para a troca de arquivos entre dois celulares.
Este tipo de conexão é muito utilizado em outros países, principalmente nos Estados Unidos, onde se pode usar como forma de pagamento, acesso, recarga, entre outros. Muitos smartphones no mercado atualmente já contêm chips NFC embutidos que enviam dados criptografados a uma distância curta ("campo próximo") para um leitor localizado, por exemplo, próximo a uma caixa registradora de uma loja. Clientes que têm suas informações de cartão de crédito armazenados em seus smartphones com CCP podem pagar as compras ao agitar os smartphones perto do leitor ou tocá-los, em vez de se preocuparem com o cartão de crédito.

## Formas de utilização

### Compra de Passagens
Em Portugal, no Porto, graças ao uso do NFC, é possível comprar passagens de metrô, autocarro e comboio apenas com a aproximação do dispositivo que tenha o sistema NFC integrado dos sistemas de validação.

### Carros
Como um diferencial, algumas fabricantes trazem essa tecnologia, visando a acompanhar a tecnologia envolvendo NFC, no protótipo de suas chaves, com as quais é possível realizar várias tarefas, como abrir a porta e ligar o motor.

### Cinema
Uma forte tendência de divulgação de filmes é o uso de NFC em cartazes que carregam um código, por meio do qual é possível assistir ao trailer do filme em questão.

### Pagamentos
Os dispositivos NFC podem ser utilizados em sistemas de pagamento por aproximação, semelhantes aos utilizados em cartões de crédito e cartões inteligentes de bilhetes eletrônicos, e permitem que o pagamento móvel substitua ou complemente estes sistemas.

### Estacionamentos
Outra forma de automação por NFC muito utilizada nos Estados Unidos é o pagamento de bilhetes de estacionamento via celular com NFC. Recentemente a empresa Kameda Corp lançou o sistema no Brasil, com um funcionamento simples: o motorista pode pagar o bilhete na saída do estacionamento com seu próprio smartphone, desde que este tenha o aplicativo integrado ao PayPal.

### Redes Sociais
O NFC também pode ser usado para redes sociais, para compartilhar contatos, mensagens de texto e fóruns, links para fotos, vídeos ou arquivos e entrar em jogos móveis multijogador.

## Segurança
A curta distância para a transmissão já é um ponto positivo para a segurança dela, pois dificulta a interceptação do sinal; porém, apenas isso não basta. Pensando nisso, foi criado o protocolo SWP (Single Wire Protocol). Trata-se de uma interface que oferece comunicação segura entre o cartão SIM (popularmente conhecido como chip de celular) e o chip NFC do aparelho; porém ainda não é uma adoção prática e popular, até porque a solução não está totalmente desenvolvida.

## NFC Forum

### O Near Field Communication Forum (NFC Forum)
Trata-se de um site criado em 18 de março de 2004 por NXP Semiconductors, SONY e Nokia, cuja principal função é promover e compartilhar o uso da tecnologia de NFC, educando o mercado para essa nova tendência, além de desenvolver e certificar a conformidade com as normas da NFC.

### Metas
- Definir e desenvolver padrões, parâmetros e protocolos a serem seguidos em uma arquitetura de NFC.
- Incentivar o desenvolvimento e uso de dispositivos de NFC.
- Trabalhar para garantir que os produtos sigam as normas e especificações do fórum.
- Disseminar o conhecimento da NFC, para que o uso dela seja mais comum mundialmente.

### Membros
Os mais de 170 membros do NFC Forum incluem LG, Nokia, Huawei, HTC, Motorola, NEC, RIM, Samsung, Sony Ericsson, Toshiba, AT&T, Sprint, Rogers, SK, Google, Microsoft, PayPal, Visa, Mastercard, American Express, Intel, TI, e NXP.

## Futuro da CCP
A CCP talvez seja uma tecnologia promissora, mas sua adoção em larga escala depende de uma combinação de fatores, como o interesse por parte da indústria, comércio e governos, abrangendo um público talvez maior.
Entretanto, o fato de haver empresas de renome apoiando a tecnologia indica que, em um futuro próximo, poderemos vê-la comumente em uso no dia a dia.
Estima-se que, até o ano de 2015, a tecnologia CCP faça parte ativa do dia a dia dos usuários da América do Norte.